# Финляндия на зимних Олимпийских играх 1968
Финляндия принимала участие в Зимних Олимпийских играх 1968 года в Гренобле (Франция) в десятый раз, и завоевала две бронзовые, две серебряные и одну золотую медали. Сборную страны представляли 52 спортсмена (44 мужчины 8 женщин), выступившие в 7 видах спорта.
| Финляндия на олимпиаде 1968 года в Гренобле | Финляндия на олимпиаде 1968 года в Гренобле                    | Финляндия на олимпиаде 1968 года в Гренобле | Финляндия на олимпиаде 1968 года в Гренобле | Финляндия на олимпиаде 1968 года в Гренобле |
| Медали                                      | Спортсмены                                                     | Вид спорта                                  | Дисциплина                                  | Результат                                   |
| ------------------------------------------- | -------------------------------------------------------------- | ------------------------------------------- | ------------------------------------------- | ------------------------------------------- |
| Золото                                      | Кайя Мустонен                                                  | Конькобежный спорт                          | 1 500 метров, женщины                       | 2.22,4                                      |
| Серебро                                     | Кайя Мустонен                                                  | Конькобежный спорт                          | 3 000 метров, женщины                       | 5.01,0                                      |
| Серебро                                     | Ээро Мянтюранта                                                | Лыжные гонки                                | 15 км, мужчины                              | 47.56,1                                     |
| Бронза                                      | Ээро Мянтюранта                                                | Лыжные гонки                                | 30 км, мужчины                              | 1.36.55,3                                   |
| Бронза                                      | Ээро Мянтюранта Калеви Ойкарайнен Ханну Тайпале Калеви Лаурила | Лыжные гонки                                | 4х10 км, эстафета, мужчины                  | 2.10.56,7                                   |